# Never Had a Dream Come True (chanson de Stevie Wonder)
Pour les articles homonymes, voir Never Had a Dream Come True.
Singles de Stevie Wonder
Yester-Me, Yester-You, Yesterday
(1969) Signed, Sealed, Delivered I'm Yours
(1970)
Never Had a Dream Come True est une chanson initialement interprétée par Stevie Wonder, sortie chez Tamla en janvier 1970.
Présentée comme le premier single issu de son album Signed, Sealed and Delivered, elle ne rencontre pas le succès de ses singles précédents aux États-Unis mais entre toutefois dans plusieurs top 15 européens.

## Contexte
La chanson est enregistrée une première fois en février 1967 mais n'est pas diffusée sous sa forme initiale. Il faut attendre 1969 pour qu'elle se voit adjoindre une voix principale, pour les besoins de l'album Signed, Sealed and Delivered.
Enregistrée le 11 août 1969, la chanson sort en single le 13 janvier 1970 chez Tamla (référence 54191) en tant que premier extrait de l'album Signed, Sealed and Delivered à paraître au mois d'août. Le titre est accompagné en face B du titre Somebody Knows, Somebody Cares, issu de son album précédent My Cherie Amour.
Le titre rencontre un succès mitigé aux États-Unis mais trouve son public en Europe, atteignant une 6e place au Royaume-Uni ainsi que le top 15 en Irlande, aux Pays-Bas et en Pologne.
Co-écrite par Wonder, Henry Cosby et Sylvia Moy, il s'agit de la dernière chanson de Stevie Wonder à voir figurer cette dernière aux crédits. Cosby s'associe à Paul Riser (en) pour les arrangements.

### Classement
| Classement (1970)                      | Meilleure position |
| -------------------------------------- | ------------------ |
| Royaume-Uni (Official Charts Company)  | 6                  |
| États-Unis (Easy Listening)            | 31                 |
| États-Unis (Billboard Hot 100)         | 26                 |
| États-Unis (Best Selling Soul Singles) | 11                 |
| Canada                                 | 22                 |
| Irlande                                | 14                 |
| Pays-Bas (Singles Top 100)             | 15                 |
| Pays-Bas (Dutch Top 40)                | 20                 |
| Pologne                                | 8                  |
| Malaisie                               | 4                  |

## Accueil
Cash Box la décrit comme "une douce ballade" et une "excellente et puissante proposition de la part de Stevie Wonder".

## Reprises
Informations issues de SecondHandSongs, sauf mentions contraires.
- The Jackson 5, sur ABC (1970),
- Winston Francis (en), sur California Dreaming (1970)
- Glen Adams, en single[10] (1970)
- Bobby Crush (en) dans un medley sur son album Bobby Crush Plays 35 Piano Pops (1974)
- Táta Vega (en) sur Full Speed Ahead (1976)
- Leo Sayer, sur Have You Ever Been in Love (1983)
- Kashief Lindo (en) sur What Kinda World (1997)

## Utilisation dans les médias
Sauf indication contraire, les informations mentionnées dans cette section peuvent être confirmées par la base de données cinématographiques IMDb,  présente dans la section « Liens externes ».
- Dans John Tucker doit mourir de Betty Thomas (2006)[11]